# Edizioni Suvini Zerboni
La Suvini Zerboni (ESZ) è una casa editrice di musica italiana, fondata nel 1907 a Milano da Paolo Giordani.

## Storia
La ESZ prende il nome dall'omonima società teatrale attiva già precedentemente e che nel 1906 aveva portato in Italia per la prima volta l'operetta La Vedova Allegra di Franz Lehár.
Nel corso degli anni il suo catalogo cominciò gradualmente ad includere, oltre ai classici dell'operetta, la produzione della musica contemporanea italiana dell'epoca arrivando a pubblicare lavori di compositori come Goffredo Petrassi, Luigi Dallapiccola, Luciano Berio, Ildebrando Pizzetti e Gian Francesco Malipiero.  In tal senso fu decisiva la guida di László Sugár subentrato prima come socio della casa editrice nel 1934 per poi diventarne direttore l'anno seguente ed infine unico proprietario nel 1948 alla morte dell'amico e socio fondatore Paolo Giordani.
Sotto la direzione di Sugár la ESZ fu tuttavia attiva anche nel campo della musica maggiormente popolare, pubblicando alcuni successi dell'epoca tra i quali figurano anche Porta un bacione a Firenze di Odoardo Spadaro e Per un bacio d’amor di Nino Ravasini su testo di Umberto Bertini e portata al successo internazionale da Carlo Buti.
Dagli anni '50, ESZ diventa, inoltre, sub-editore per l'Italia della Schott Music, e per questo arriverà a rappresentare compositori dal calibro di Igor Stravinsky, Carl Orff, Paul Hindemith, Richard Strauss, Luigi Nono, Krzysztof Penderecki, Joaquín Rodrigo e György Ligeti.
Tra i compositori più recenti presenti in catalogo vi sono, invece, Ivan Fedele, Michael Finnissy Alessandro Solbiati, Christophe Bertrand, Andrea Portera e molti altri.
Dal 1991 ESZ pubblica anche un bollettino quadrimestrale intitolato "ESZ News" contenente informazioni sulle attività e le esibizioni dei suoi compositori.  Fino al 1999 ha inoltre pubblicato Il Fronimo, rivista di chitarra fondata da Ruggero Chiesa nel 1972 e La Cartellina, una rivista di musica corale e pedagogica, fondata da Roberto Goitre nel 1977 e successivamente diretta da Giovanni Acciai.
Attualmente fa parte del gruppo editoriale Sugar Music.